# M36 구축전차
'M36 구축전차는 제2차 세계 대전중 미군이 사용한 구축전차이다. 비공식명칭으로 잭슨(Jackson)으로도 불렸다.

## 개요
미군은 유럽에 본격적으로 상륙하면서 당시 주력이었던 M4 셔먼보다 강력한 독일의 중전차인 티거 전차를 만나게 되었다. 그래서 미군은 구축전차인 M10 울버린 또는 M4A3 셔먼 포탑을 개조해 이미 보유하고 있던 M3 90mm포를 장착하게 했다. 본 차량은 독일군 구축전차의 개념과 같았다. 당시 모든 독일군 기갑차량을 격파할 수 있는 미국의 유일한 기갑 차량 이었다.

## 활약
그 후 티거와 티거B형(쾨니히스티거 티거2) 전차를 상대하며 전과를 올렸으며 태평양 전선과 벌지 전투에서 매우 큰 활약을 하였다. 그 후 한국전쟁에 투입되어 M26 퍼싱과 함께 공산군의 T-34/85을 상대하는 데 사용되었다. 후에 대한민국 해병대에 공여되어 1950년대까지 사용되었다. 

## 같이 보기
- SU-100